# Chérif Al-Hassane Aïdara
Chérif Al-Hassane Aïdara,  né à Timbedra, Mauritanie en 1917, est un chef religieux et maître spirituel de la tariqa Tijaniyya.

## Biographie
Chérif Al-Hassane Aïdara émigra de la Mauritanie au Sénégal vers la fin des années 30 et fut accueilli par Thierno Siirajaddine Mohamed Said Ba de Médina Gounass et le chef canton de l’époque Seydou Diao dont il finira par épouser la fille, Maimouna Diao,,.
Il vécut dans son village de Darou Hidjiratou et y fut enterré en décembre 2011 date à laquelle il rejoignait son seigneur,.
La grande mosquée Al Hassanein (« les deux Hassane ») de Darou Hidjiratou, construite par l’Institut Mozdahir International (IMI) et son président Chérif Mohamed Aly Aïdara, fait référence à lui et a son aïeul l’imam Al Hassane Al Mojtaba ibn Ali, petit-fils du prophète et deuxième des douze imams infaillibles dans le chiisme duodécimain,.

## Famille
Il est le père de Chérif Mohamed Aly Aïdara, chef religieux chiite et fondateur de l’ONG Institut Mozdahir International (IMI) et de Chérif Habibou Aïdara, maire de la commune de Bonconto.
En tant que chérif mauritanienne, Aïdara revendique une descendance directe de Mahomet (voir silsila).